# Moira Redmond
Moira Redmond (* 14. Juli 1928 in Bognor Regis, England; † 20. März 2006 in London) war eine britische Schauspielerin.
Redmond begann ihre Schauspielkarriere in dem Film Doctor in Love (1960) und Ein Schuß im Dunkeln (A Shot in the Dark, 1964).
Sie spielte auch in mehreren Fernsehserien wie Dixon of Dock Green, Mit Schirm, Charme und Melone und The Sweeney mit.
Sie starb in einem Altersheim in London an Demenz. Sie war geschieden und kinderlos.

## Filmografie (Auswahl)
- 1959: Ein Whisky zuviel (Violent Moment)
- 1961: Geheimauftrag für John Drake (Danger Man) (Fernsehserie, 2 Folgen)
- 1961: Mit Schirm, Charme und Melone (The Avengers) (Fernsehserie, 2 Folgen)
- 1961: Partners in Crime
- 1962: Freud
- 1964: Der Satan mit den langen Wimpern (Nightmare)
- 1964: Ein Schuß im Dunkeln (A Shot in the Dark)
- 1965: Geheimauftrag für John Drake (Danger Man) (Fernsehserie, 1 Folge)
- 1966: Der Baron (The Baron) (Fernsehserie, 1 Folge)
- 1971: Paul Temple (Fernsehserie, 1 Folge)
- 1974: Thriller (Fernsehserie, 1 Folge)
- 1976: Die Füchse (The Sweeney) (Fernsehserie, 1 Folge)
- 1976: Ich, Claudius, Kaiser und Gott (I, Claudius) (Fernsehserie, 2 Folgen)
- 1978: Return of the Saint (Fernsehserie, 1 Folge)